# Hoạn (họ)
Hoạn là một họ của người châu Á. Họ này có ở Trung Quốc (chữ Hán: 宦, Bính âm: Huàn). Họ này đứng thứ 333 trong danh sách Bách gia tính. Đây là một họ hiếm gặp, hiện nay rất ít người mang họ Hoạn.

## Người Trung Quốc họ Hoạn
- Hoạn Tích, nhà thư pháp thời Minh
- Hoạn Hương (11/1910－2/1989), bộ trưởng bộ ngoại giao Trung Quốc

## Nhân vật hư cấu
- Hoạn Thư, nhân vật nữ trong Kim Vân Kiều truyện của Thanh Tâm Tài Nhân và Truyện Kiều của Nguyễn Du